# Jhon Solís
Jhon Solís, född 24 juni 1993, är en friidrottare från Colombia. Han deltog vid olympiska sommarspelen 2020.